# Vampire Knight
Vampire Knight (ヴァンパイア騎士, Vanpaia Naito) est un manga de Matsuri Hino. Il a été pré-publié dans le magazine LaLa entre novembre 2004 et mai 2013. Le manga est ensuite publié en 19 volumes par Hakusensha au Japon et par Panini Comics en France.
À la suite du succès rencontré par le manga, la série est adaptée en anime par le studio DEEN en 2008. Il comporte deux saisons, chacune de treize épisodes : Vampire Knight (saison 1) et Vampire Knight Guilty (saison 2).
En France, la série est distribuée en DVD collectors par Kazé depuis 2009,, et diffusée depuis juillet 2011 sur June.

## Synopsis
Le plus ancien souvenir que garde Yûki est celui d'une nuit hivernale, où elle fut attaquée par un vampire... et secourue par un autre. Dix ans plus tard, Yûki, fille adoptive du directeur de l'Académie Cross, a grandi et est devenue gardienne de l'académie. Elle est amoureuse de Kaname, son sauveur, qui est le président de la Night Class (classe regroupant de jeunes vampires aristocratiques). Mais aussi à ses côtés, il y a Zero, qui se bat pour ne pas devenir un Level E (vampire complètement déshumanisé), son ami d'enfance, dont la famille fut décimée par une vampire. Depuis ce drame, il voue une profonde haine envers ces créatures mythiques.
La paix établie par le Directeur Cross entre humains et vampires va-t-elle durer ? Les vampires ne cachent-ils pas quelque chose ? Dans ce monde où règnent mystère et magie, rien n'est comme il semble. Et si le prix de la confiance pouvait être pire que la mort d'un être cher ?

## Vampires selon l'auteur
Les vampires de Matsuri Hino ne suivent pas la mythologie traditionnelle : ils sont issus d'une anomalie génétique née de l'homme, il y a dix mille ans. S'ajoute à cela un changement climatique qui a failli provoquer l’extinction de l'humanité : cet évènement a donné lieu à des créatures qui étaient sensibles au soleil, mais immortelles.
Les nouveau-nés de ces premiers vampires seront appelés vampires au sang pur. Il existe quatre catégories de vampires dans le manga : 
- Les sangs-purs
- Les nobles
- Les vampires normaux
- Les vampires humains

À noter que les vampires possèdent des pouvoirs surnaturels: la force de leur guérison et leurs compétences correspondent à la pureté de leur sang. Ainsi, un sang-pur possède des pouvoirs plus puissants qu'un vampire noble.

## Classes de vampires
Il existe dans le manga cinq classes de vampires, organisées selon la pureté de leur sang:
- Le Level A qui ne comprend qu'une minorité de vampires. Cette classe concerne les sang-purs, jamais souillés par une seule goutte de sang humain. Ces vampires possèdent une faculté spéciale : en faisant pénétrer leurs crocs dans la chair d'un être humain, ils transforment celui-ci en vampire. Il ne reste plus que sept familles de sang-pur : Kuran, Hiô, Hanadagi, Shôtô, Tôma, Shirabuki et Ori.
- Le Level B se réfère aux vampires nobles, issus de l'aristocratie : ils possèdent des pouvoirs assez avancés mais qui n'égaleront jamais ceux des sang-pur.
- Le Level C représente la majorité des vampires dits normaux.
- Le Level D est composé de vampires qui étaient autrefois humains. Ils sont très peu nombreux: en effet, changer des humains en vampires est impardonnable, d'ailleurs seuls quelques Level A sont prêts à le faire.
- Le Level E est le Level End. Ce sont des vampires autrefois humains qui deviennent des bêtes assoiffées de sang. Malheureusement, chaque Level D est voué à devenir un Level E. Les Levels D et Levels E sont en général pris en charge par les Levels B et rarement des sang-pur. Cependant, un Level E peut guérir de son état en buvant le sang du vampire qui l'a transformé: le Level E deviendra alors un vampire Level C.

Il arrive que les vampires qui ont bu le sang de leur maître - un sang-pur - deviennent des vampires à part entière, avec un ou quelques pouvoirs qu'ils ont tirés du sang pur qu'ils ont bu (le plus connu de la série étant Zero).
Une guerre fait rage depuis des siècles entre les vampires et les chasseurs de vampires, dont les humains ne doivent pas avoir connaissance. Il semblerait cependant que les chasseurs de vampires ne chassent que ceux qui sont présents sur leur "liste", ceux qui furent jadis des êtres humains.

## Personnages

### Personnages principaux
Yûki Cross / Kuran (優姫, Kurosu Yūki / Kuran Yūki)

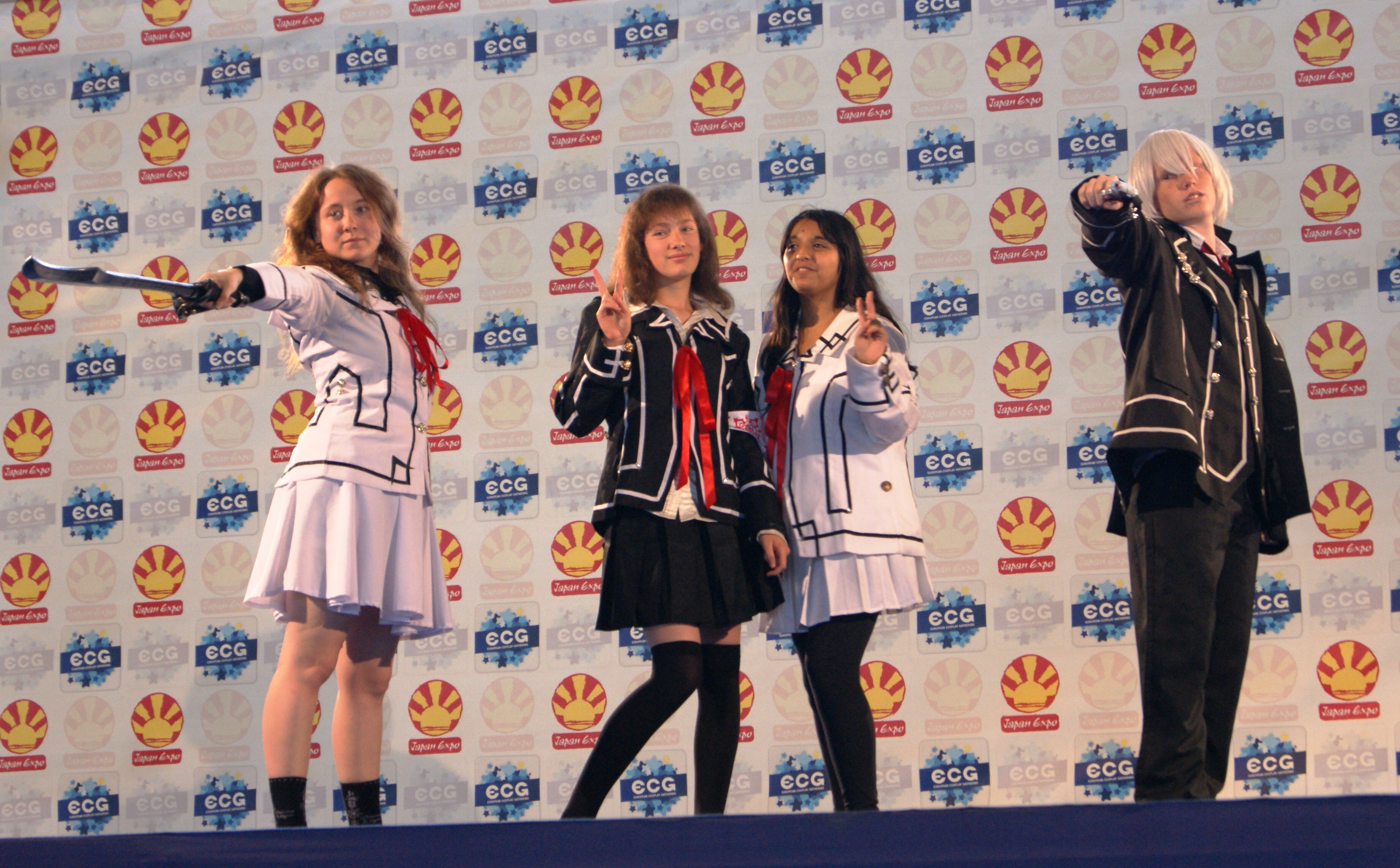
Cosplay de Vampire Knight à la Japan Expo 2012 : Yuki Kuran (Après transformation en blanc avec l'épée), Sayori Wakaba (surnommée Yori-chan ou Yori en noir au centre), Yuki Cross (en noir au centre) et Kiryu Zero (en noir à droite).

Voix japonaise : Yui Horie, voix française : Isabelle Volpé
Yûki est une jeune fille de 15 ans, née le 8 décembre, qui a perdu la mémoire il y a dix ans de cela. Elle rencontre un vampire terrifiant qui veut boire son sang alors qu'elle est perdue dans un endroit enneigé. Heureusement, un vampire au sang pur nommé Kaname Kuran la sauve. Il ramène Yûki chez un de ses amis, Kaien Cross, qui l'adopte. Dans l'anime, dix ans se sont écoulés depuis ces évènements et Yûki a maintenant 15 ans. Sa meilleure amie s'appelle Sayori Wakaba (surnommée Yori-chan ou Yori).
Avec Zero, Yûki est l'une des gardiennes de l'académie Cross. Yûki ne montre pas qu'elle a des sentiments pour Kaname, même si Zero est au courant. Ses sentiments pour Zero sont un mélange d'amitié, d'amour et de fraternité. En fait, les gardiens de l'académie doivent protéger le secret de la « Night Class », c'est-à-dire le fait que les élèves sont en réalité des vampires. Yûki pense que les vampires ne sont pas tous mauvais, s'appuyant sur l'exemple de Kaname.
Dans la deuxième saison (Guilty), Yûki apprend qu'elle est une sang-pur et que Juri Kuran et Haruka Kuran sont ses parents (mais décédés). Juri, sa mère, s'est sacrifiée pour rendre Yûki humaine. Elle a scellé les instincts vampiriques de Yûki, ce qui lui a fait perdre la mémoire. Haruka s'est sacrifié pour la protéger de Rido, son oncle, qui était fou amoureux de sa belle-sœur Juri. Désormais, Yûki est fiancée à son "grand-frère" Kaname (le lien de parenté entre Kaname et Yûki est un peu plus complexe). Les sang-purs se marient régulièrement entre frères et sœurs (leurs parents étaient également frères et sœurs).
Elle choisit son amour pour Kaname. Elle n'en sauve pas moins Zero en terminant sa transformation en le mordant à son tour, ce qui scelle ainsi leur destin : lui, "hunter", se promet de la tuer, comme elle aussi le lui avait promis (avant qu'il ne dégénère en Level E). Elle quitte Zero, car si sa seule raison de vivre est d'avoir un ennemi, elle devra toujours le fuir pour qu'il vive. Elle s'en veut d'être un vampire (les créatures que Zero déteste le plus) et souffre beaucoup de se séparer de lui. Yûki mordra Zero pour lui prouver que c'est un vampire dans l'anime, mais dans le manga, Yûki et Zero s'embrassent.
Dans le manga, Yûki avoue à Kaname qu'elle a besoin du sang de Zero qu'elle aime encore pour se soulager des souffrances de son absence. En effet, les vampires ne peuvent apaiser leur soif qu'avec le sang de ceux qu'ils aiment, et dans le cas de Yuki son cœur est partagé entre Zero et Kaname.
À la fin du manga Kaname meurt (pour renaître plus tard en humain grâce à Yuki). Elle reste donc avec Zero pendant presque mille ans. Elle a une fille de Kaname qui se nomme Ai, et elle aura une fille de Zero qui se nomme Ren. Après avoir bien vécu, Yuki décide de pratiquer le sort que sa mère avait utilisé pour elle sur son bien aimé Kaname en laissant ses enfants adultes Ai et Ren vivre avec Kaname Kuran humain.
Kaname Kuran (玖蘭 枢, Kuran Kaname)
Voix japonaise : Daisuke Kishio, voix française : Bruno Méyère
Kaname est un vampire au sang-pur et est un jeune homme de 19 ans né le 27 mars . Il est plutôt froid et autoritaire. Mais pas avec ceux qui prennent le temps de le connaître et qui n'ont pas de préjugés, avec qui il est chaleureux et souriant.
C'est le "frère aîné" de Yûki, issu d'une longue lignée de vampires de sang pur (aucune goutte de sang humain ne vient diluer le leur), mais il s'avèrera être surtout l'ancêtre et fondateur du clan Kuran qui, enfermé depuis des siècles dans un cercueil, a été réveillé par Rido Kuran (l'oncle de Yûki) par le sacrifice du premier enfant de son frère Haruka et sa sœur Juri, enfant qui avait lui aussi reçu le prénom de Kaname. Il a le titre de prince des vampires. C’est quelqu'un de respecté, et les vampires ont peur de lui à cause de ses grands pouvoirs. Il y a quatre ans. Il créa une classe de nuit : la Night Class, composée uniquement de vampires issus de la haute aristocratie, son but étant de créer une paix entre les humains et les vampires, pour qu'il n'y ait plus de guerre. Après avoir tué une vampire au sang pur du nom de Shizuka Hiō, il obtient ses pouvoirs. Mais ses sauts d'humeur de plus en plus fréquentes lui en font perdre le contrôle, ce qui l’éloigne de plus en plus de sa sœur qu’il porte dans son cœur. C'est quelqu'un de très affectueux et qui dit toujours ce qu'il pense. Il espère que dans l'académie Cross, il n'aura pas à supporter les manières souvent hypocrites de ceux de sa race, car il voudrait, pour une fois, être considéré comme quelqu'un de normal.
Ce que souhaite avant tout Kaname, c'est de vivre pour l'éternité aux côtés de Yûki, qu'il aime plus que tout au monde. Et son désir de la protéger est tellement fort qu'il en devient dangereux pour tous.
Il aura une fille avec Yuki : Ai.
Zéro Kiryû  (錐 生 零, Kiryu Zéro)
Voix japonaise : Mamoru Miyano, voix française : Emmanuel Rausenberger
Il est le principal protagoniste masculin de la série. Il est à la fois un vampire ex-humain et un chasseur de vampires ("hunters"). Zéro est le frère jumeau de  Ichiru Kiryû, tous deux nés de deux parents "hunters". Depuis leur naissance, ils sont destinés à poursuivre cette voie. Cependant, Ichiru est de constitution faible et fragile, ce qui est une grande gêne pour devenir hunter.  Un jour, les deux frères aperçoivent une belle jeune femme, Shizuka Hio, pleurant sous un cerisier. Ichiru veut aller la voir mais Zero le lui interdit en lui disant qu'elle est un vampire de la plus noble classe, un sang pur. Une attaque a lieu et Shizuka assassine les parents des jumeaux, pour se venger du fait qu'ils ont tué son bien-aimé. Elle mord Zero qui se transforme donc en vampire condamné à dégénérer jusqu'au "level E". Ichiru part avec la vampire, tandis que Zéro est recueilli par Kaien Kurosu/Cross. Il vit donc avec Yûki et le Directeur de l'académie Cross.   On retrouve Zero au lycée où il est devenu chargé de discipline et veille à ce que le changement entre les deux pavillons se passent bien. Mais Yûki lui fait remarquer qu'il arrive en retard. Après avoir longtemps lutté et refusé de prendre les blood tablets (qui compensent la soif de sang humain), il finit par céder à ses pulsions vampiriques et mord Yûki, ce qu'il regrette rapidement. Après multiples explications, la jeune fille le convainc qu'elle lui donnerz son sang à boire quand il en ressentira le besoin. Il accepte à contre-cœur, en disant qu'elle est une victime.   A l'arrivée de Maria Kurenai, il ressent la présence de Shizuka en elle. Après plusieurs années, il retrouve également son frère, Ichiru. S'engage alors une grande bataille dans laquelle Shizuka se fait tuer par Kaname. Zero se fait au début inculper pour le meurtre d'un sang-pur mais Kaname et toute la Night-class se "rebellent" contre le Sénat en disant que ce n'est pas lui et qu'il manque des preuves.   Quand il découvre que Yûki est une vampire et sœur de Kaname, il promet de la tuer plus tard. Car en tant que hunter, c'est son devoir. Pendant sa quête pour tuer tous les sang purs, il sera hanté par son frère et Shizuka.   Il est considéré comme le plus grand chasseur de toute l'histoire. Dans Mémoire, nous apprenons que des décennies après la mort de Kaname, Yuki et Zero se sont laissé une chance de vivre leur amour au grand jour ;  Zero considérera toujours la fille de Yuki et de Kaname, Ai, comme sa propre fille.
C'est également dans cette suite de manga que l'on découvre qu'après avoir vécu mille ans auprès de Yuki, il meurt dans les bras de cette dernière. La mort de Zero sera l'élément déclencheur qui poussera Yuki à réaliser le rituel de transformation de Kaname en humain, plutôt que d'attendre un remède, trois jours seulement après sa mort.
Il aura une fille avec Yuki : Ren.
Ichiru Kiryū (錐生 壱縷, Kiryū Ichiru)
Voix japonaise : Mamoru Miyano, voix française : Alexandre Coadour
Ichiru est le frère jumeau de Zero. Enfant, il avait une santé physique et mentale fragile, ce qui a amené Zero à se montrer très protecteur envers lui : ils étaient très proches. De son côté, Ichiru se persuadait peu à peu que ses parents lui préféraient son frère, car celui-ci ne souffrait d'aucune maladie, ce qui le conduit à haïr Zero et à renier ses parents, chose qu'il lui avouera lors de leurs retrouvailles inattendues. Il est depuis devenu le laquais de la vampire de sang-pur Shizuka Hio, qui n'est autre que celle ayant assassiné ses parents et transformé Zero en vampire.
Effectivement, à l'opposé de son frère qui n'a vécu chaque jour depuis cette nuit-là que dans la haine et le désir acerbe de se venger d'elle, Ichiru nourrit des sentiments amoureux à l'égard de Shizuka et lui est dévoué corps et âme. Il a toujours voulu être un vampire, mais Shizuka lui a toujours refusé en lui disant qu'il perdrait son libre arbitre et que ça l'ennuierait beaucoup. Il a eu une relation amoureuse avec Sayori Wakaba pendant 3 mois lorsqu'il était à la Day Class.
Vers la fin de la deuxième saison, Ichiru avoue à Zero qu'au fond de lui, il ne détestait ni Zero ni ses parents. Après sa mort, il est le confident de Yuki

### Personnages principaux de la "Day Class"
La Day Class regroupe les lycéens humains, dans le Dortoir du Soleil, à l'Académie Cross. Ils ignorent l'existence des vampires, hormis les "gardiens", Yûki et Zero, dont leur rôle est de protéger les étudiants la nuit. Les lycéens ont cours toute la journée, d'où le surnom de leur classe. Ils portent un uniforme noir, pour qu'on les différencie de la Night Class.
Sayori « Yori » Wakaba (若葉 沙頼, Wakaba Sayori)
Voix japonaise : Risa Mizuno, voix française : Christèle Billault
C'est une jeune fille de 15 ans née le 2 février. Yori est la meilleure amie de Yûki et une élève de la « Day Class ». Elles partagent la même chambre. Elle s'inquiète beaucoup pour Yûki et lui dit qu'elle restera son amie quoi qu'il arrive, même après sa transformation en vampire.  Lors de son séjour à la Day Class elle a une relation amoureuse d'environ 3 mois avec Ichiru Kiryu (lui aussi à la Day Class à cette période). Elle a beaucoup de mal à se remettre de la mort de celui-ci.   Dans un bonus proposé par l'auteur, Vampire Knight Memories, nous apprenons que Sayori était en couple avec Aido Hanabusa et a eu des enfants, avant de mourir en tant qu'humaine, ayant toujours refusé de devenir un vampire.
Nadeshiko Shindo (新藤 撫子, Shindō Nadeshiko)
Voix japonaise : Taka Fujimori, voix française : Catherine Desplaces
Nadeshiko apparaît comme une jeune fille timide et réservée. Elle admire la Night Class, comme les autres filles de sa classe. Un jour, alors qu'elle fait une chute, Zero la rattrape de justesse. Elle tombera amoureuse de lui et lui demandera même, le jour du bal, de danser avec lui, mais Zero déclinera son offre.
Kasumi Kageyama (影山 霞, Kageyama Kasumi)
Voix japonaise : Takahiro Matukawa, voix française : Damien Da Silva
Kasumi est le délégué de la classe de Yûki. Il est épris de la belle Ruka-chan, qu'il sollicite souvent, mais celle -ci le rejette tout le temps.

### LaNight Class
Les lycéens de la Night Class sont de jeunes vampires aristocratiques, qui vivent dans le pavillon de la Lune. Tous portent un uniforme blanc. Ils sont les descendants de familles riches de la société vampire et sont de sang noble. Kaname et le Directeur Cross ont choisi de les regrouper dans le but d'établir une forme de paix entre les humains et les vampires. Comme les étudiants sont nocturnes et sensibles à la lumière du soleil, ils suivent les cours pendant la nuit et dorment le jour.
Akatsuki Kain « Wild-senpai » (架院 暁, Kain Akatsuki)
Voix japonaise : Junichi Suwabe, voix française : Alexandre Coadour
Kain a 18 ans, il est né le 6 novembre et est le cousin d'Aidô avec qui il est très proche. Il s'habille de manière désinvolte, ce qui lui a valu le surnom de « Wild-Senpai » par les filles de la « Day class ». Il obéit toujours à Kaname sauf quand son cousin l'emmène avec lui. Il est secrètement amoureux de Ruka et a été présent pour elle lorsqu'elle souffrait de l'indifférence de Kaname.  Il a la capacité de créer et manipuler le feu. Il épouse finalement Ruka.
Hanabusa Aidô « Idol-senpai » (藍堂 英, Aidō Hanabusa)
Voix japonaise : Jun Fukuyama, voix française : Grégory Laisné
Aidô, né le 11 février,  est le vampire le plus apprécié de la "Night Class" par la "Day Class". Il profite de son charme pour taquiner les jeunes filles de la Day Class, et il utilise souvent Yuki pour les rendre jalouses. Il vénère Kaname au point d'avoir fait une collection de tous les objets que Kaname a pu détruire avec son pouvoir. Dans l'anime, il garde même une bille bleu turquoise que Kaname avait touché lorsqu'ils étaient enfants pour se souvenir de lui. Étant enfant, il faisait croire à tout le monde qu'il détestait Kaname, et cela depuis le jour où ce dernier lui avait proposé son amitié, qu'il avait refusée. Mais lors de la cérémonie des funérailles des parents de Yuki et Kaname, Aidô avoue à Kaname qu'il l'a toujours aimé, et depuis il se considére comme son ami et lui voue une admiration sans faille.  Il peut créer et manipuler la glace. Il finira par se marier avec Sayori avec qui il aura plusieurs enfants, dont le premier est une fille.
Maria Kurenai (紅 まり亜, Kurenai Maria)
Voix japonaise : Mai Nakahara, voix française : Olivia Dutron
Maria (signifiant océan écarlate), née le 15 mai, est la fille unique d'un couple de vampires aristocrates. C'est une adolescente au caractère doux et joyeux, malgré ses graves problèmes de santé l'empêchant de sortir de chez elle. Elle a des liens de parenté avec Shizuka Hio, qui se sert d'elle pour atteindre Kaname Kuran ; en effet, le corps de Shizuka étant affaibli par manque de sang humain, celle-ci choisit de posséder celui de Maria afin de se camoufler parmi les élèves de la Night class de l'Académie Cross. En échange de quoi elle offre son sang à Maria, la guérissant de toute maladie.  Après que Shizuka a quitté son corps, Maria sombre dans un profond coma dont elle ne se réveille qu'une fois tous les élèves de l'académie partis en vacances. À son réveil, elle délire et prend Zero pour Ichiru, auquel elle s'est attachée. Elle avoue ensuite à Zero que le véritable responsable du meurtre de ses parents n'est pas Shizuka mais une autre personne dont elle connait néanmoins le nom. Juste avant de s'en retourner vers sa famille, elle confie à Yuki qu'elle aimerait revoir Ichiru et la prie de bien vouloir demander à Zero de lui rendre ce service.   Son pouvoir est de faire apparaître des oiseaux pour pouvoir observer à travers eux ce qu'elle veut voir et aussi pour chasser les personnes indésirables. Elle réapparaîtra dans le volume 14.
Rima Tōya (遠矢 莉磨, Tōya Rima)
Voix japonaise : Eri Kitamura, voix française : Olivia Dutron
Rima fait partie de la Night Class dans l'académie Cross. Elle est également mannequin professionnelle. Ce n'est pas un vampire de sang pur, mais de classe noble, soit le Level B qui correspond aux vampires nobles issus de l'aristocratie possédant des pouvoirs assez avancés. Elle est née le 30 mars.
Elle travaille depuis un moment dans le mannequinat et est très populaire. Elle devait vite trouver une activité car, avant de rencontrer Shiki, elle était souvent seule. Elle est issue d'une famille sans histoire et n'a ni frère ni sœur. Ses parents l'ont envoyée à l'Académie Cross dès qu'ils ont appris sa création. Elle n'a pas vraiment protesté, d'une part parce que son agent la suivrait où qu'elle aille, et d'autre part parce qu'elle pourrait rencontrer d'autres vampires. Elle s'est tout de suite bien entendue avec Shiki (son « meilleur ami »). C'est d'ailleurs lors d'une chasse aux Level E qu'ils ont rencontré par hasard l'agent de Rima. Ainsi est née la carrière en duo et le début d'une amitié sans failles entre les deux vampires.
Elle est, comme Shiki, assez paresseuse. Elle a un caractère bien trempé, légèrement rancunier. Elle n'est pas très loquace, ou alors seulement en présence de Shiki. Ils sont d'ailleurs pratiquement toujours ensemble, même dans les chasses aux Level E. Cela soulève l'hypothèse plus que probable qu'ils soient plus que des amis. Ils s'entendent parfaitement bien et se ressemblent beaucoup.  Curiosité : Rima a toujours sur elle un paquet de bâtonnets au chocolat, qu'elle partage souvent avec Shiki. Elle possède le pouvoir d'envoyer des décharges électriques.
Ruka Sōen (早園 瑠佳, Sōen Ruka)
Voix japonaise : Junko Minagawa, voix française : Catherine Desplaces
Ruka, née le 10 avril, est une vampire de famille aristocrate, très élégante. Elle est une véritable lady en apparence mais est très sensible intérieurement. Elle a de long cheveux blonds et ondulées, la peau pâle, elle peut manipuler les vampires par la pensée rien qu'en les regardant. Depuis toute petite, elle est folle amoureuse de Kaname qui lui ne partage pas ses sentiments. Kaname n’aura bu son sang qu'une seule fois, la nuit où elle est entrée à l'Académie Cross. Elle est agacée de toutes les filles de la Day Class qui lancent des regards brûlants à Kaname.  Ruka a elle-même un admirateur dans la Day Class qui n'est autre que son président (et qu'elle ignore complètement...) mais aussi Kain dans la Night Class, mais ne montre pas ses sentiments et préfère l'aider quand elle est triste en tant que confident ou ami.
Elle est aussi en conflit avec Aidô qui a pour idole Kaname, car ils sont agacés de voir quelqu'un d'autre aider Kaname ou bien rester avec lui. Peu de ses sentiments dans le manga sont expliqués et en façade, elle reste assez indifférente. Elle finit par se marier avec Kain.
Seiren khura (星煉, Seiren)
Voix japonaise : Risa Mizuno, voix française : Catherine Desplaces
Seiren elle est née le 18 juillet. C'est est une vampire sous les ordres de Kaname, elle lui est totalement dévouée et n'hésite pas à s'interposer devant un ennemi qui le menace pour le protéger ; elle est en quelque sorte son garde du corps. Elle maîtrise les arts martiaux à la perfection. Elle le suit, souvent muette. Elle était autrefois humaine mais fut transformée par Kaname. Elle est en couple avec Toga Yagari.
Senri Shiki (支葵 千里, Shiki Senri)
Voix japonaise : Sōichirō Hoshi, voix française : Bruno Méyère
Shiki est né le 20 octobre. Il est un vampire assez flemmard et désinvolte, ce qui ne l'empêche pas de faire ce qu'il a à faire quand on le lui demande. C'est le fils de Rido Kuran et d'une ancienne actrice vampire de renom, et par conséquent le cousin de Yuki et Kaname. Cependant, ce n'est pas un sang-pur car sa mère (maintenant à moitié folle) est une vampire aristocrate. Sa mère l'a élevé dans le but qu'il ne désobéisse jamais et qu'il soit une poupée manipulable aux yeux des vampires de haut rang, selon ses propres mots. Il a toujours par conséquent respecté l'autorité et ne conteste pas les ordres qu'on lui donne. Il trouve ennuyeux les combats et la chasse aux vampires de rang E, bien qu'il les pourchasse quand même à plusieurs reprises, envoyé par Kaname Kuran. Shiki n'est pas vraiment fait pour se nourrir uniquement de blood tablets : il préfère de loin le sang frais, en rêve souvent à voix haute, ce qui inquiète ses camarades. Quand l'occasion se présente, c'est celui de ses congénères dont il s'abreuve. Cependant, jamais un humain ne pourrait soupçonner qu'il est un vampire, car il sait très bien se contrôler devant eux. Malgré tout, Shiki reste un vampire qui peut parfois avoir des instincts sauvages et il serait d'après certains facile à conquérir, étant l'un des vampires les moins psychologiquement troublés.  À noter également que Shiki est mannequin aux côtés de Rima et que tous les deux sont très proches. Ils mangent tous deux constamment des barres enrobées de chocolat (dont Rima le « nourrit », comme elle dit), cependant, lors d'une interview, Shiki a dit par erreur adorer les sucreries. Depuis, ses fans l'en couvrent.   Il a la particularité de pouvoir manipuler son sang à l'air libre et ainsi utiliser ce dernier comme une arme.
Takuma Ichijō (一条 拓麻, Ichijō Takuma)
Voix japonaise : Susumu Chiba, voix française : Bastien Bourlé
Takuma est né le 29 août, il est le meilleur ami de Kaname et le vice-président de la Night Class. Il est le petit-fils d'Asatō Ichijō, le patriarche, qu'il va tuer pour prouver son amitié à Kaname. Il est apprécié par les filles de la Day Class pour sa gentillesse. Il est très proche de Senri Shiki. Seuls leurs clans sont dévoués au Sénat. Il se bat avec un sabre et sera recueilli par Sara Shirabuki (une vampire au sang pur) après avoir tué son grand-père le patriarche.

### Vampire Hunters
Les Vampire Hunters (chasseurs de vampires) sont les ennemis des vampires. Ils ont été créés il y a des milliers d'années, par l'un des premiers vampires qui a souhaité donner une chance aux humains de se défendre contre les vampires. Les Vampire Hunters sont capables de détecter et d'arrêter les vampires, par la magie. Ils sont les seuls à pouvoir manier les armes anti-vampires, telles que des épées ou fusils. Leurs capacités sont transmises de génération en génération, cependant la naissance de jumeaux dans ces familles est plutôt rare. En effet, un des deux jumeaux survit, l'autre meurt.
Les chasseurs de vampires doivent suivre des règles précises pour chasser les vampires : ils ne tuent que les personnes qui sont sur les listes de vampires à éliminer. Généralement, les personnes visées sont des vampires autrefois humains, qui sont devenus dangereux pour la société et qui ont violé le traité des vampires.
Fuka Kisaragi (如月 風花, Kisaragi Fuka)
Fuka est un personnage secondaire qui apparaît seulement dans Vampire Knight : Ice Blue's Sin. Elle a d'abord le béguin pour Kaname, mais plus tard elle aimera Aido. Elle a failli mourir avant d'entrer à l'Académie Cross, mais a été sauvée lorsqu'un pur-sang l'a transformée en vampire. Elle est utilisée par Aido et d'autres membres de la Night Class comme cobaye pour les comprimés de sang, et est maintenue dans l'obscurité sur le fait qu'elle est en train de devenir un vampire . À la fin du manga, elle réalise ce qui lui arrive et est tuée par Aido plutôt que de devenir un level E, mais pas avant d'admettre ses sentiments pour lui.
Kaien Cross (黒主 灰閻理事長, Kurosu Kaien)
Voix japonaise : Hozumi Gôda, voix française : Benoît Du Pac
Cross est le directeur de l'Académie. Il a adopté Yûki et recueilli Zero après la mort de ses parents. Il est très attaché à eux, les protège et les élève comme ses enfants. Le directeur connait la véritable identité de Yûki. Cette dernière pense qu'il l'a adoptée, elle, une petite fille dont il ne connaissait rien mais elle se trompe : le directeur, alors encore hunter, tenta de tuer Juri Kuran alors qu'elle était enceinte de Yûki. Il lui a plus ou moins promis de donner à Yûki une vie des plus normales s'il arrivait malheur à ses parents.
Il est un ex-hunter : il a le titre de « Chasseur Légendaire ». Ayant tiré un trait sur son passé de guerrier, il voudrait qu'humains et vampires puissent vivre en harmonie. C'est dans ce but qu'il a créé l'Académie Cross.
Toga Yagari (夜刈 十牙, Yagari Tōga)
Voix japonaise : Hiroki Yasumoto, voix française : Philippe Roullier
Yagari est le numéro 1 de la guilde des Vampire Hunters et l'ex-mentor de Zero et Ichiru. Il a un large pansement noir sur son œil droit qu'il cache avec ses cheveux. Il le porte depuis le jour où, en voulant protéger Zero, un vampire l'a attaqué et lui a laissé une blessure permanente. Il est très bel homme : quand il est venu à l'académie en tant que professeur de la « Night class » et pour "tuer Zero", des douzaines de filles de la « Day Class » lui demandaient s'il était célibataire ou s'il avait une petite amie.
Au combat, il utilise des armes à feu avec des balles anti-vampire.
Jinmu (神武, Jinmu)
Voix japonaise : Satoshi Tsuruoka
Jinmu est un chasseur de vampires âgé, qui apparaît lorsque Yuki et Zero se rendent au siège de l'Association des chasseurs. Il en déduit rapidement que Zero aime Yuki et exprime sa réticence à accepter Zero comme un camarade depuis qu'il a été transformé en vampire. Jinmu, avec l'ancien président de l'Association, a envahi l'Académie pour capturer Zero mais il a été choqué d'apprendre que le président est devenu un level E. Il a su mener ses chasseurs de vampires pour procéder à leur mission et arrêter Kaien pour la création de la Night Class. Contrairement à Yagari et Kaien, Jinmu refuse d'accepter la nomination de Zero en tant que Président, comme il est apprivoisé par Yuki, maintenant une sang-pur. Il aide également dans les enquêtes de Kaname et les activités suspectes de Sara.

#### Vampires de l'Association
Voix japonaise : Masami Kikuchi
Kaito Tamakiya (鷹宮 海斗, Takamiya Kaito)
Kaito est un jeune hunter un peu plus âgé que Zero ne le 14 septembre. Comme ce dernier, il a été entrainé par Yagari depuis l'enfance. Ayant vécu dans une famille très peu unie, Kaito a hérité d'un mode de pensée très pessimiste et s'est enfui de chez lui pour aller s'installer chez son maître. Il était cependant très lié à son frère aîné qui fut mordu par un sang-pur lors de sa première mission, ce qui poussa Kaito à vouloir le tuer.
Il a intégré l'académie Cross comme instituteur stagiaire afin de garder un œil sur Zero qui est le plus souvent son partenaire lors de chasses aux Level E. Il enseigne l'éthique.
Kaito n'apparaît pas dans l'anime puisque celui-ci se termine avant son arrivée.
À la fin du manga on apprend qu'il va devenir le directeur de l'académie Cross.
Taito Takamiya (鷹宮 泰斗, Takamiya Taito)
Taito était un jeune chasseur qui est devenu un level E dont Zero et Kaito devaient chasser. Il se révèle être le frère aîné de Kaito.

### Vampires au sang-pur
Il existe sept familles de vampires au sang-pur : Kuran, Ori, Shirabuki, Hio, Hanadagi, Toma et Shoto.

#### Famille Kuran
Haruka Kuran (玖蘭 悠, Kuran Haruka)
Voix japonaise : Hirofumi Nojima, voix française : Antoine Tomé
Haruka est le frère et le mari de Juri. Il est le père de Yûki et du jeune Kaname sacrifié à la naissance pour ressusciter le fondateur du clan Kuran. Il y a dix ans, il a été tué par son frère aîné Rido Kuran, dans un combat pour protéger Yûki.
Juri Kuran (玖蘭 樹里, Kuran Jūri)
Voix japonaise : Mariko Kouda, voix française : Isabelle Volpé
Juri est la sœur et la femme d'Haruka. Elle est la mère de Yûki et de son frère aîné décédé à la naissance, par conséquent elle devient la mère adoptive de Kaname. Il y a dix ans, elle s'est sacrifiée pour effacer les souvenirs de Yûki et sceller ses pouvoirs de vampires, pour la protéger de Rido. Elle souhaitait que Yûki mène une vie heureuse en tant qu'humaine.
Rido Kuran (玖蘭 李土, Kuran Ridō)
Voix japonaise : Tarusuke Shingaki, voix française : Antoine Tomé
Rido est le frère d'Haruka et Juri, l'oncle de Kaname et Yûki, le père de Senri, et le fiancé de Shizuka. Il y a dix ans, il a essayé d'enlever Yûki pour boire son sang, comme il l'avait fait pour leur premier enfant nommé Kaname. Haruka et Juri se sont opposés à lui. Kaname n'a pas pu le tuer car Rido l'a fait sortir de son cercueil il y a bien longtemps. Kaname l'a alors fait exploser et Rido a entamé une procédure de régénération à ce moment-là durant 10 longues années, jusqu'au jour où Kaname pourrait trouver l'outil ultime pour le tuer.
Font partie de cette famille :
- Yûki Kuran (fille d'Haruka et Juri Kuran)
- Kaname Kuran (fondateur du clan, fils adoptif d'Haruka et Juri Kuran)
- Kaname Kuran (fils biologique d'Haruka et Juri Kuran, frère aîné de Yûki, tué par Rido peu après sa naissance pour ressusciter son ancêtre)

Sont liés aux Kuran :
- Shiki Senri (fils de Rido Kuran)

#### Autres familles
Shizuka Hiō (緋桜 閑, iō Shizuka)
Voix japonaise : Fumiko Orikasa, voix française : Olivia Dutron
Shizuka est une vampire de sang-pur surnommée « la Princesse de la floraison », à cause de son charme aussi envoûtant qu'effrayant, doublé d'un esprit ayant depuis longtemps sombré dans la démence. Son pouvoir est particulièrement lié aux fleurs, d'où son surnom. Elle vient d'une lignée de même rang que les Kuran.
Un jour, elle a eu pour amant un vampire-autrefois-humain qui a été tué par le couple de hunters Kiryū, bien que la guilde ait réalisé trop tard que cette chasse était une erreur, sans jamais avoir toutefois pu découvrir qui en était le véritable instigateur. Ce dernier avait atteint son but : après cette perte tragique, Shizuka a perdu la raison. Elle ne tarde toutefois pas à retrouver les meurtriers de son amant et se venge doublement d'eux en transformant sous leurs yeux leur fils Zero en vampire avant de les supprimer. Puis, elle disparaît, emportant avec elle le second fils Kiryū, Ichiru, et laissant Zero pour mort.
Quatre ans plus tard, après le meurtre de la famille Kiryū, elle refait son apparition à l'académie Cross en compagnie d'Ichiru, devenu son garde du corps. En effet, elle cherche à s'en prendre à Kaname Kuran, dernier représentant de la plus prestigieuse famille de sang-pur qui soit au monde et voit en Yûki un moyen intelligent de parvenir à ses fins, comptant effectivement transformer celle-ci en vampire pour l'utiliser contre Kaname. De son côté, Yûki espère que le sang pur de la vampire pourra empêcher Zero de dégénérer jusqu'au « Level E » et lui permettre ainsi de survivre. Elle meurt tuée par Kaname Kuran qui lui a arraché le cœur, mais c'est Zero qui est accusé après plusieurs péripéties. Zero est innocenté par l'intervention de Kaname.
Est liée au Hio :
- Maria Kurenaï

Sara Shirabuki (白蕗 更, Shirabuki Sara)
Sara est une vampire de sang-pur à la tête du clan Shirabuki. Absente de l'anime, elle entre brièvement en scène dans le manga lors du bal des vampires où elle discute quelque peu avec Kaname ce qui rend Yûki légèrement jalouse. Elle a de très longs cheveux blonds et ondulés ainsi que des yeux bleu cyan. Lorsqu'elle trouve Takuma blessé dans les décombres du Sénat, elle le prend sous son aile afin d'en apprendre plus sur les plans de Kaname dont elle va devenir l'ennemie. Elle garde Takuma sous contrôle en lui donnant son sang, il semblerait d'ailleurs qu'il se soit tellement attaché à elle qu'il en est tombé amoureux. Ses familiers sont les araignées, elle les utilise pour rester au courant des moindres faits et gestes de Ichijo qui essaie malgré tout d'aider Yûki à contrer les plans de Sara. Après avoir fait assassiner son fiancé, Lord Ori, par une hunter qu'elle avait transformé en vampire, elle intègre la Night Class où elle est élue Présidente de dortoir (comme Kaname l'était autrefois), devançant Yûki d'un grand nombre de voix. Cependant, alors qu'elle se trouve à la Guilde des hunters, elle est tuée sous les yeux de Zero, Yûki, Ruka, Akatsuki et Takuma par le métal en fusion (presque vivant) qui sert à forger les armes anti-vampires de la Guilde. Elle embrassera néanmoins Takuma avant de mourir dans ses bras comme tous les sang-pur, dans une sorte d'explosion de glace
Lord Ori
Lord Ori est le fiancé de Sara Shirabuki. Il n'apparaît qu'après que celle-ci l'ait fait assassiner par une hunter transformée en vampire. Il semblerait qu'il connaissait les intentions de meurtre de sa fiancée mais n'a pas résisté à l'attaque.
Lord Hanadagi (縹木)
Hanadagi est un vampire au sang-pur qui, avec sa famille, a dormi cent ans (avec l'intention d'en dormir cinq cents) avant d'être réveillé par Sara Shirabuki. Il n’apparaît que très peu et est très vite tué par Kaname qui lui plante une épée anti-vampire en plein cœur.
Lord Toma
Lord Toma est un vampire au sang-pur à l'apparence d'un enfant. C'est lui qui a attaqué Yûki et l'a gravement blessée alors qu'elle venait se recueillir sur la tombe de Madame Momoyama. Pour avoir fait du mal à sa fiancée, Kaname lui fera payer. Il va notamment se servir de lui en lui donnant son apparence lors d'un combat contre Kaien Kurosu dans lequel Toma sera blessé à son tour.
Isaya Shoto (菖藤 依早弥, Shōto Isaya)
Shoto est un vampire au sang-pur âgé de 2 000 ans et tout juste réveillé d'un sommeil de 50 ans. Il est dit être l'un des vieux amis du directeur Kurosu. On sait qu'il a été marié et a eu au moins un enfant que sa femme a transformé en humain par le même sortilège que Juri a utilisé sur Yûki, ce qui a entraîné sa mort. L'enfant a par la suite grandi, puis vieilli et est désormais décédé.
La femme Ancêtre / Encapuchonnée
Il existe une femme vampire au sang-pur, décédée depuis des millénaires : elle était l'une des premières vampires, comme Kaname à qui elle a donné son nom et pour qui elle semblait nourrir des sentiments. Née de parents humains, elle n'a jamais aimé son existence de vampire et, pour protéger le monde du futur de ses congénères, elle s'est sacrifiée devant Kaname en jetant son cœur dans la forge, ce qui créa le métal destiné à forger les armes anti-vampires. Son souhait était de détruire tous les Sang-Pur pour mettre fin à la propagation de leur race, c'est donc ce que Kaname s'évertue à faire.

#### Les Aristocrates
Asatō Ichijō "Ichio" (一条 麻遠, Ichijō Asatō)
Voix japonaise : Kouji Ishii, voix française : Philippe Roullier
Ichio est le patriarche du conclave, qui a une grande influence sur la société des vampires et aussi membre du conseil des anciens, c'est même l'un des plus anciens qui siège du conseil. Il respecte Kaname mais aimerait l'avoir sous contrôle et pouvoir aussi boire de son sang.
Il est le grand-père de Takuma, qu'il considère avec sévérité et lui rappelle souvent ses devoirs. Dans un des volumes, nous apprenons que la famille Ichijo dirige l'entreprise qui crée les blood tablets.
Nagamichi Aido
Nagamichi Hanabusa est le chef de la famille Hanabusa, père de Aido et des trois sœurs de ce dernier (dont Tsukiko). Il sera tué par Kaname Kuran peu après Lord Hanadagi. Son fils et Yûki assisteront à sa mort. À la fin du manga Kaname Kuran va apprendre à Yuki que Nagamichi Hanabusa ne sera pas mort mais dans un cercueil.
Mizuki Senri
Mizuki Senri est la mère de Shiki, né de sa liaison avec le sang-pur, Rido Kuran. Après ça, elle est devenue mentalement instable et vit seule chez elle, recluse. Elle ne sort jamais, ne se coiffe même plus et attend tranquillement que Shiki rentre à la maison pour se nourrir de son sang. Elle l'a élevé de façon à le rendre très docile, ce qui explique le caractère effacé du jeune homme. Autrefois, elle était une très grande actrice.

## Manga

### Fiche technique
- Éditeur japonais : Hakusensha
  - Nombre de volumes sortis : 19 (terminé)
  - Date de première publication : juillet 2005
  - Prépublication : LaLa, novembre 2004 - mai 2013
- Éditeur français : Panini Manga
  - Nombre de volumes sortis : 19 (terminé)
  - Date de première publication : 5 juillet 2006
  - Format : 115 mm x 180 mm
  - 192 pages par volume

### Liste des chapitres
| no | Japonais        | Japonais          | Français         | Français      |
| no | Date de sortie  | ISBN              | Date de sortie   | ISBN          |
| --- | --------------- | ----------------- | ---------------- | ------------- |
| 1 | 10 juillet 2005 | 978-4-592-18301-3 | 14 juin 2007     | 9782809400137 |
| Liste des chapitres : - Première Nuit - La Night Class de l'Académie Cross - Deuxième Nuit - Le Secret de Zero - Troisième Nuit - Le Vampire des vampires - Quatrième Nuit - La Promesse... - Cinquième Nuit - Une jeune fille si précieuse - Bonus - Du Côté de la Night Class... |                 |                   |                  |               |
| 2 | 2 décembre 2005 | 978-4-592-18302-0 | 23 août 2007     | 9782809400595 |
| Liste des chapitres : - Sixième Nuit - Out of Cross Academy - Septième Nuit - Night Party - Huitième Nuit - L'Impardonnable - Neuvième Nuit - Leur choix - Interlude - Il y a parfois des jours plutôt tranquilles - Interlude - Je crois que je suis née sous une étoile appelée « éclaboussure » - Bonus - Entrée interdite aux vampires couverts de sang                                                                             |                 |                   |                  |               |
| 3 | 5 avril 2006    | 978-4-592-18303-7 | 25 octobre 2007  | 9782809401080 |
| Liste des chapitres : - Dixième Nuit - Le Prince du pavillon de la Lune - Onzième Nuit - Souvenirs de neige, de sang et de gentillesse - Douzième Nuit - Nous qui étions si impuissants à l'époque... - Treizième Nuit - Celui qui presse la détente - Quatorzième Nuit - L'Arrivée tardive d'une nouvelle élève - Interlude - La chaleur qui m'a glissé entre les doigts. Et...                                                        |                 |                   |                  |               |
| 4 | 5 octobre 2006  | 978-4-592-18304-4 | 10 janvier 2008  | 9782809401578 |
| Liste des chapitres : - Quinzième Nuit - Tempête sur l'échiquier - Seizième Nuit - Intentions, intentions cachées - Dix-septième Nuit - Le prix à payer - Dix-huitième Nuit - Espoir - Dix-neuvième Nuit - Rouage grippé - Interlude - Pourquoi ça n'arrive qu'à moi ? ...Est une question bien trop terrifiante à poser |                 |                   |                  |               |
| 5 | 5 avril 2007    | 978-4-592-18305-1 | 10 avril 2008    | 9782809402797 |
| Liste des chapitres : - Vingtième Nuit - Game over - Vingt et unième Nuit - Coupable - Vingt-deuxième Nuit - Ce qui a changé, ce qui ne change pas - Vingt-troisième Nuit - La Brebis égarée - Vingt-quatrième Nuit - Un « petit » incident - Interlude - Entrée interdite aux vampires couverts de sang et qui font peur ! |                 |                   |                  |               |
| 6 | 5 octobre 2007  | 978-4-592-18306-8 | 21 août 2008     | 9782809403503 |
| Liste des chapitres : - Vingt-cinquième Nuit - Réception nocturne avec des vampires - Vingt-sixième Nuit - Kaname... - Vingt-septième Nuit - La Salle des archives - Vingt-huitième Nuit - La Famille Kuran - Vingt-neuvième Nuit - Mouvement fœtal - Interlude - Maitre Kaname et moi, peu avant que la Night Class ne soit créée |                 |                   |                  |               |
| 7 | 5 avril 2008    | 978-4-592-18307-5 | 13 novembre 2008 | 9782809405255 |
| Liste des chapitres : - Trentième Nuit - Pour qui coule le sang - Trente et unième Nuit - En quête de réponses - Trente-deuxième Nuit - Le Jardin miniature du mensonge - Trente-troisième Nuit - L'Amant de sang pur - Trente-quatrième Nuit - Bloody World - Interlude - Cross Family in Vacation |                 |                   |                  |               |
| 8 | 10 octobre 2008 | 978-4-592-18308-2 | 8 avril 2009     | 9782809407051 |
| Liste des chapitres : - Trente-cinquième Nuit - Yūki - Trente-sixième Nuit - Ces choses que l'on ne souhaitait pas - Trente-septième Nuit - Un arrière-goût de crime - Trente-huitième Nuit - La Conspiration - Interlude - Les fleurs de cerisiers rouges se sont fanées en silence - Interlude - Ces secrets que j'ignore - Bonus - Entrée interdite aux vampires couverts de sang                                                    |                 |                   |                  |               |
| 9 | 5 novembre 2008 | 978-4-592-18309-9 | 19 août 2009     | 9782809409123 |
| Liste des chapitres : - Trente-neuvième Nuit - L'académie tremble - Quarantième Nuit - Le Péché originel au creux de ses bras - Quarante et unième Nuit - Artémis - Quarante-deuxième Nuit - Bloody Rose - Quarante-troisième Nuit - Vampire Night |                 |                   |                  |               |
| 10 | 5 juin 2009     | 978-4-592-18310-5 | 18 novembre 2009 | 9782809410709 |
| Liste des chapitres : - Quarante-quatrième Nuit - Attachement - Quarante-cinquième Nuit - Chacun à sa place - Quarante-sixième Nuit - Ennemis - Quarante-septième Nuit - Chacun vers son chemin - Quarante-huitième Nuit - Le vœu le plus cher de ceux qui aiment sans être aimés en retour - Interlude - Anecdote amoureuse d'une certaine dame - Interlude - Journal sur l'éducation des enfants, par monsieur Kurosu                 |                 |                   |                  |               |
| 11 | 4 décembre 2009 | 978-4-592-19131-5 | 7 juillet 2010   | 9782809413663 |
| Liste des chapitres : - Quarante-neuvième Nuit - Cette nuit, ma main souillée posée sur toi... - Cinquantième Nuit - Au cœur d'une forêt sombre, toi... - Cinquante et unième Nuit - Dilemme - Cinquante-deuxième Nuit - Des prédateurs fous d'amour - Cinquante-troisième Nuit - Rencontre fortuite |                 |                   |                  |               |
| 12 | 5 juillet 2010  | 978-4-592-19132-2 | 10 novembre 2010 | 9782809414530 |
| Liste des chapitres : - Cinquante-quatrième Nuit - L'Ennemi des sangs purs - Cinquante-cinquième Nuit - Au commencement du commencement - Cinquante-sixième Nuit - Queen - Cinquante-septième Nuit - Les Deux Armes - Cinquante-huitième Nuit - Sacrifice - Interlude - Divagations d'un maniaque des photos - Bonus - Entrée interdite aux vampires couverts de sang !!                                                                |                 |                   |                  |               |
| 13 | 3 décembre 2010 | 978-4-592-19133-9 | 11 mai 2011      | 9782809419009 |
| Liste des chapitres : - Cinquante-neuvième Nuit - Tombes - Soixantième Nuit - Une odeur nostalgique - Soixante et unième Nuit - De l'autre côté de la porte - Soixante-deuxième Nuit - De l'autre côté des souvenirs - Soixante-troisième Nuit - Les Hunters et la Fondatrice - Interlude - Il était une fois un Hunter à la réputation abominable - Bonus - Maître Kaname et le collier                                                |                 |                   |                  |               |
| 14 | 3 juin 2011     | 978-4-592-19134-6 | 9 novembre 2011  | 9782809421545 |
| Liste des chapitres : - Soixante-quatrième Nuit - Hypothèse, au bout d'une nuit de mille ans - Soixante-cinquième Nuit - La Princesse maléfique - Soixante-sixième Nuit - Encore une fois, depuis le début - Soixante-septième Nuit - Une lame qui coupe tout - Soixante-huitième Nuit - Pourquoi - Bonus - Entrée interdite aux vampires couverts de sang !!                                                                           |                 |                   |                  |               |
| 15 | 5 décembre 2011 | 978-4-592-19135-3 | 2 mai 2012       | 9782809424676 |
| Liste des chapitres : - Soixante-neuvième Nuit - Je suis Yûki Kuran - Soixante-dixième Nuit - L'alliance - Soixante et onzième Nuit - La nouvelle Night Class - Soixante-douzième Nuit - Le goût des blood tablets - Soixante-treizième Nuit - Ma relation avec Zero - Interludes - Secrets |                 |                   |                  |               |
| 16 | 2 mai 2012      | 978-4-592-19136-0 | 7 novembre 2012  | 9782809427431 |
| Liste des chapitres : - Soixante-quatorzième nuit - L'objectif des sang pur - Soixante-quinzième nuit - Marionnettes - Soixante-seizième nuit - La pilule obscure - Soixante-dix-septième nuit - Yûki et Sara - Soixante-dix-huitième nuit - Corruption |                 |                   |                  |               |
| 17 | 5 décembre 2012 | 978-4-592-19137-7 | 17 avril 2013    | 9782809430318 |
| Liste des chapitres : - Soixante-dix-neuvième nuit - Fissure - Quatre-vingtième nuit - Déclaration d'amour - Quatre-vingt-unième nuit - Ceux qui portent ses armes - Quatre-vingt-deuxième nuit - Intrusion à la Guilde - Quatre-vingt-troisième nuit - Lien - Le boulanger grognon et moi |                 |                   |                  |               |
| 18 | 2 mai 2013      | 978-4-592-19138-4 | 13 novembre 2013 | 9782809435559 |
| Liste des chapitres : - Quatre-vingt-quatrième - Le roi arrogant et la reine orgueilleuse - Quatre-vingt-cinquième nuit - Je poursuivrai ton œuvre - Quatre-vingt-sixième nuit - Les poursuivants - Quatre-vingt-septième nuit - La nuit du bal masqué - Quatre-vingt-huitième nuit - La décision de mes dix-sept ans |                 |                   |                  |               |
| 19 | 5 novembre 2013 | 978-4-592-19139-1 | 16 avril 2014    | 9782809438383 |
| Vampire Knight Artbook : Last Night (si achat de la version collector du volume)Liste des chapitres : - Quatre-vingt-neuvième nuit - La dernière nuit au bout de millénaires d'obscurité - Quatre-vingt-dixième nuit - Si tu dois être déchu, je tombe avec toi - Quatre-vingt-onzième nuit - Les oiseaux qui ne savaient plus chanter de joie - Quatre-vingt-douzième nuit - La marque d'un chevalier - Dernière nuit - Vampire Knight |                 |                   |                  |               |

## Anime

### Fiche technique
- Titre français : Vampire Knight (saison 1) / Vampire Knight Guilty (saison 2)
- Titre original : ヴァンパイア騎士 (Vanpaia Naito?)
- Réalisation : Kiyoko Sayama
- Character design : Asako Nishida
- Créateur : Matsuri Hino
- Composition de la série : Mari Okada
- Studio d'animation : Studio DEEN
- Société de production : NAS (en)
- Storyboard : Kiyoko Sayama
- Directeur de la photographie : Seiichi Morishita
- Musique : Takefumi Haketa
- Direction artistique : Kazuhiro Itō
- Directeur du son : Hozumi Gōda
- Color design : Takeshi Mochida
- Licencié par :
  -  Japon : TV Tōkyō
  -  France : Kazé
- Nombre d'épisodes : 
  -  26 (13 par saison)
  -  26
- Durée : 24 minutes
- Date de première diffusion :
  -  Japon : à partir du 7 avril 2008 sur TV Tōkyō
  -  France : à partir de juillet 2011 sur June[5]
- Version française réalisée par :
  - Société de doublage : Studio Wantake[5]
  - Direction artistique : Bruno Méyère[5]
  - Adaptation des dialogues : /

### Musiques
- Générique de début : Futatsu no kodō to akai tsumi (saison 1) (litt. deux battements de cœur et un péché sanglant) et Rondo (saison 2) interprétés par ON/OFF.
- Générique de fin : Still Doll (saison 1) et Suna no oshiro (saison 2) interprétés par Kanon Wakeshima.

L'OST 1 est sorti en France chez Kazé.

### Doublage
| Personnages        | Personnages        | Voix japonaises   | Voix françaises       |
| ------------------ | ------------------ | ----------------- | --------------------- |
| Kaname Kuran       | Enfant             |                   | Catherine Desplaces   |
| Kaname Kuran       | Adulte             | Daisuke Kishio    | Bruno Méyère          |
| Yûki Cross / Kuran | Yûki Cross / Kuran | Yui Horie         | Isabelle Volpe        |
| Zero Kiryû         | Enfant             |                   | Catherine Desplaces   |
| Zero Kiryû         | Adulte             | Mamoru Miyano     | Emmanuel Rausenberger |
| Ichiru Kiryû       | Enfant             |                   | Olivia Dutron         |
| Ichiru Kiryû       | Adulte             | Mamoru Miyano     | Alexandre Coadour     |
| Kaien Cross        | Kaien Cross        | Hozumi Gôda       | Benoît Du Pac         |
| Tôga Yagari        | Tôga Yagari        | Hiroki Yasumoto   | Philippe Roullier     |
| Shizuka Hiō        | Shizuka Hiō        | Fumiko Orikasa    | Olivia Dutron         |
| Maria Kurenai      | Maria Kurenai      | Mai Nakahara      | Olivia Dutron         |
| Hanabusa Aïdô      | Enfant             |                   | Isabelle Volpe        |
| Hanabusa Aïdô      | Adulte             | Jun Fukuyama      | Grégory Laisné        |
| Akatsuki Kain      | Akatsuki Kain      | Junichi Suwabe    | Alexandre Coadour     |
| Ruka Sōen          | Ruka Sōen          | Junko Minagawa    | Catherine Desplaces   |
| Rima Tōya          | Rima Tōya          | Eri Kitamura      | Olivia Dutron         |
| Senri Shiki        | Senri Shiki        | Soichiro Hoshi    | Bruno Méyère          |
| Seiren             | Seiren             | Risa Mizuno       | Catherine Desplaces   |
| Takuma Ichijō      | Takuma Ichijō      | Susumu Chiba      | Bastien Bourlé        |
| Asatō Ichijō       | Asatō Ichijō       | Kōji Ishii        | Philippe Roullier     |
| Rido Kuran         | Rido Kuran         | Tarusuke Shingaki | Antoine Tomé          |
| Juri Kuran         | Juri Kuran         |                   | Isabelle Volpe        |
| Haruka Kuran       | Haruka Kuran       |                   | Antoine Tomé          |
| Sayori Wakaba      | Sayori Wakaba      | Risa Mizuno       | Christèle Billault    |
| Chef Classe        | Chef Classe        |                   | Damien Da Silva       |

## Produits dérivés

### Publications
- Fanbook / Artbook :
Fanbook X : sorti le 5 novembre 2008 au Japon[7] et le 12 mai 2010 en France[8].
Artbook : sorti le 5 juillet 2010 au Japon[9] et le 17 août 2011 en France[10].
- Romans de Fujisaki Ayuna[11] :
Cœur de glace (ヴァンパイア騎士 憂氷の罪, Vanpaia Naito: Aisu Burū no Tsumi?) (Ice Blue's Sin) : sorti le 5 avril 2008 au Japon[12] et le 7 juillet 2010 en France.
Le Piège noir (ヴァンパイア騎士 凝黒の罠, Vanpaia Naito: Nowāru no Wana?) (Noir's Trap) : sorti le 3 octobre 2008 au Japon[13] et le 13 octobre 2010 en France.
Flail No Yume : sorti le 5 novembre 2013 au Japon[14].

### DVD collectors
En France, Kazé produit et édite les coffrets DVD collectors de la série.
1. Le coffret de la première saison avec les 13 épisodes en VO/VF est sorti le 18 janvier 2012[15].
2. Le coffret de la deuxième saison avec les 13 épisodes en VO/VF est sorti le 1er mars 2012[16].

Une édition DVD collector contenant l'intégrale des deux saisons, les deux OST ainsi qu'un brassard a été publiée à 1 000 exemplaires par Kazé en décembre 2010.

### Jeu vidéo
Vampire Knight DS est sorti le 29 janvier 2009 au japon sur Nintendo DS chez D3 Publisher. Ce jeu se présente sous la forme de mini-jeux. Le but: vous interprétez Yuki et devez séduire Kaname, Zero, Ichijo, Hanabusa, Akatsuki ou Senri!